# Amt Dorf Mecklenburg-Bad Kleinen
Im Amt Dorf Mecklenburg-Bad Kleinen im Landkreis Nordwestmecklenburg in Mecklenburg-Vorpommern (Deutschland) sind neun Gemeinden zur Erledigung ihrer Verwaltungsgeschäfte zusammengeschlossen. 

## Beschreibung
Die Amtsverwaltung befindet sich in der amtsangehörigen Gemeinde Dorf Mecklenburg. Am 15. Oktober 2004 wurden die Ämter Dorf Mecklenburg und Bad Kleinen zum Amt Dorf Mecklenburg-Bad Kleinen zusammengelegt. Am 1. Januar 2005 kamen die Gemeinden Barnekow und Gägelow aus dem aufgelösten Amt Gägelow dazu. Die Gemeinde Gägelow wechselte am 1. April 2005 in das Amt Grevesmühlen-Land. Schimm wurde am 7. Juni 2009 nach Lübow eingemeindet. Das Amt liegt in der Mitte des Landkreises Nordwestmecklenburg und grenzt im Norden an die amtsfreie Stadt Wismar und im Südosten an den Landkreis Ludwigslust-Parchim.
Das Amtsgebiet zwischen der Hansestadt Wismar und dem Nordufer des Schweriner Sees ist von Grundmoränen und Tälern geprägt, in denen einige kleine Seen eingebettet sind. Die höchsten Erhebungen des Amtsgebietes liegen etwa bei 95 m ü. NHN.
Neben der Bundesautobahn 20 führen die Bundesstraßen 105, 106 und 208 quer durch das Amt Dorf Mecklenburg-Bad Kleinen. Das zurzeit im Bau befindliche Teilstück der Bundesautobahn 14 vom Kreuz Wismar zur A 24 (Berlin – Hamburg) berührt den Osten des Amtes bei der Gemeinde Lübow. Die Gemeinde Bad Kleinen ist Bahn-Verkehrsknoten.

## Die Gemeinden mit ihren Ortsteilen
- Bad Kleinen mit Fichtenhusen, Gallentin, Glashagen, Hoppenrade, Losten, Niendorf und Wendisch Rambow
- Barnekow mit Groß Woltersdorf, Klein Woltersdorf und Krönkenhagen
- Bobitz mit Beidendorf, Dalliendorf, Dambeck, Grapen Stieten, Groß Krankow, Käselow, Klein Krankow, Köchelsdorf, Lutterstorf, Naudin, Neuhof, Petersdorf, Quaal, Rastorf, Saunstorf, Scharfstorf und Tressow
- Dorf Mecklenburg mit Karow, Kletzin, Metelsdorf, Moidentin, Olgashof, Petersdorf, Rambow, Rosenthal, Rothentor und Steffin
- Groß Stieten mit Neu Stieten
- Hohen Viecheln mit Hädchenshof, Moltow und Neu Viecheln
- Lübow mit Greese, Levetzow, Maßlow, Schimm, Tarzow, Triwalk und Wietow
- Metelsdorf mit Klüssendorf, Martensdorf und Schulenbrook
- Ventschow mit Kleekamp

## Politik

### Wappen, Flagge, Dienstsiegel
Das Amt verfügt über kein amtlich genehmigtes Hoheitszeichen, weder Wappen noch Flagge. Als Dienstsiegel wird das kleine Landessiegel mit dem Wappenbild des Landesteils Mecklenburg geführt. Es zeigt einen hersehenden Stierkopf mit abgerissenem Halsfell und Krone und der Umschrift „AMT DORF MECKLENBURG-BAD KLEINEN • LANDKREIS NORDWESTMECKLENBURG“.